# Eclipse solar del 8 de abril de 2024
El 8 de abril de 2024, tuvo lugar un eclipse solarvisible en Norteamérica y denominado Gran Eclipse de América del Norte (también Gran Eclipse Solar Total de América y Gran Eclipse Mexicano) por algunos de los medios. Un eclipse solar ocurre cuando la Luna pasa entre la Tierra y el Sol, oscureciendo así la imagen del Sol para un espectador en la Tierra. Un eclipse solar total ocurre cuando el diámetro aparente de la Luna es mayor que el del Sol, bloqueando toda la luz solar directa, convirtiendo el día en oscuridad. La totalidad ocurre solo en un camino estrecho a través de la superficie de la Tierra, con el eclipse solar parcial visible en una región circundante de miles de kilómetros de ancho.
Al producirse apenas un día después del perigeo, que tuvo lugar el domingo 7 de abril de 2024, el diámetro aparente de la Luna era un 5,5% más grande que el promedio. Con una magnitud de 1.0566, su mayor duración de totalidad fue de 4 minutos y 13 segundos cerca del poblado de Nazas, Durango, México (~6 km al norte), y las cercanas ciudades de Torreón, Coahuila y Gómez Palacio, Durango.
En Mazatlán el eclipse comenzó a las 09:51:22 AM (hora local) y terminó a las 12:32:07 PM. La fase total del eclipse donde la Luna tapó completamente al Sol —y fue el momento más oscuro— empezó a las 11:07:24 AM y terminó a las 11:11:43 AM. Fueron, aproximadamente, 4 minutos con 20 segundos de penumbra total, justo en ese momento es cuando el Sol alcanzó su punto más alto en el cielo. Tras esta fase, el Sol fue tapado de manera parcial.
Este es el primer eclipse solar total que se registra en Canadá desde el 26 de febrero de 1979, en México desde el 11 de julio de 1991 y en los Estados Unidos desde el 21 de agosto de 2017. Es el único eclipse solar total del siglo XXI en el que la totalidad ha sido visible en México, Estados Unidos y Canadá simultáneamente. Además, será el último eclipse solar total que se verá en el territorio continental de los Estados Unidos hasta el 23 de agosto de 2044.
El último eclipse solar del año se presento el 2 de octubre de 2024.

## Visibilidad
La totalidad fue visible en una franja estrecha en América del Norte, comenzando en la costa del Pacífico, luego ascendiendo en dirección noreste a través de México, Estados Unidos y Canadá, antes de terminar en el océano Atlántico.

### México
En México, la totalidad pasó por los estados de Colima (específicamente el Archipiélago de Revillagigedo), Sinaloa (resaltando Mazatlán), Nayarit, Durango (resaltando su capital Durango, y los municipios de Nazas, Gómez Palacio y Lerdo), Chihuahua, y Coahuila (resaltando los municipios de Torreón, Matamoros, Múzquiz, Palaú, Monclova, Sabinas, Ciudad Acuña y Piedras Negras).

### Estados Unidos
En los Estados Unidos, la totalidad fue visible a través de los estados de Texas (incluidas partes de San Antonio, Austin y Fort Worth y todo Arlington, Dallas, Killeen, Temple, Texarkana, Tyler y Waco), Oklahoma, Arkansas (incluido Morrilton/Petit Jean, Hot Springs, Searcy, Jonesboro y Little Rock), Misuri, Illinois (incluido Carbondale, donde se cruzó con el camino del eclipse de 2017), Kentucky, Indiana (incluidos Bloomington, Evansville, Indianápolis, Anderson, Muncie, Terre Haute y Vincennes), Ohio (incluidos Akron, Dayton, Lima, Roundhead, Toledo, Oak Harbor, Cleveland, Warren, Newton Falls y Austintown), Míchigan (extremo sureste del condado de Monroe), Pensilvania (incluido Erie), Upstate New York (incluyendo Búfalo, Niagara Falls, Rochester, Syracuse, las montañas Adirondack, Potsdam y Plattsburgh) y el norte de Vermont (incluyendo Burlington), New Hampshire y Maine, con la línea de totalidad pasando casi directamente sobre el punto más alto del estado, el monte Katahdin.

### Canadá
En Canadá, el camino de la totalidad pasó por partes del sur de Ontario (incluyendo Leamington, Fort Erie, Hamilton, Niagara Falls, Kingston, Prince Edward County y Cornwall), partes del sur de Quebec (incluyendo Montreal, Sherbrooke, Saint-Georges y Lac-Mégantic), el centro de New Brunswick (incluidos Fredericton y Miramichi), el oeste de la Isla del Príncipe Eduardo (incluidos Tignish y Summerside), el extremo norte de la isla Cape Breton, Nueva Escocia, y el centro de Terranova (incluidos Gander y Grand Falls-Windsor). Luego, desapareció en la costa atlántica oriental de Terranova. Algunas de las ciudades canadienses enumeradas, como Hamilton y Montreal, se encontraron en el borde de la trayectoria de la totalidad. Windsor, London, Toronto y Ottawa se encontraron justo al norte de la trayectoria de la totalidad, y Moncton justo al sur.

### Europa
El eclipse pudo verse parcialmente en Svalbard (Noruega), Islandia, Irlanda, partes occidentales de Gran Bretaña, partes noroccidentales de España y Portugal, Azores y Canarias. Excepcionalmente, este eclipse se extendió por debajo del horizonte, donde la mayor fase se observó a mediados del crepúsculo náutico en Galicia (España) y al principio del crepúsculo astronómico en Nueva Aquitania (Francia). La extensión de la trayectoria del eclipse dentro de la zona de crepúsculo creará probablemente la mejor ventana de observación para el cometa 12P/Pons-Brooks situado cerca de Júpiter.

### Fases

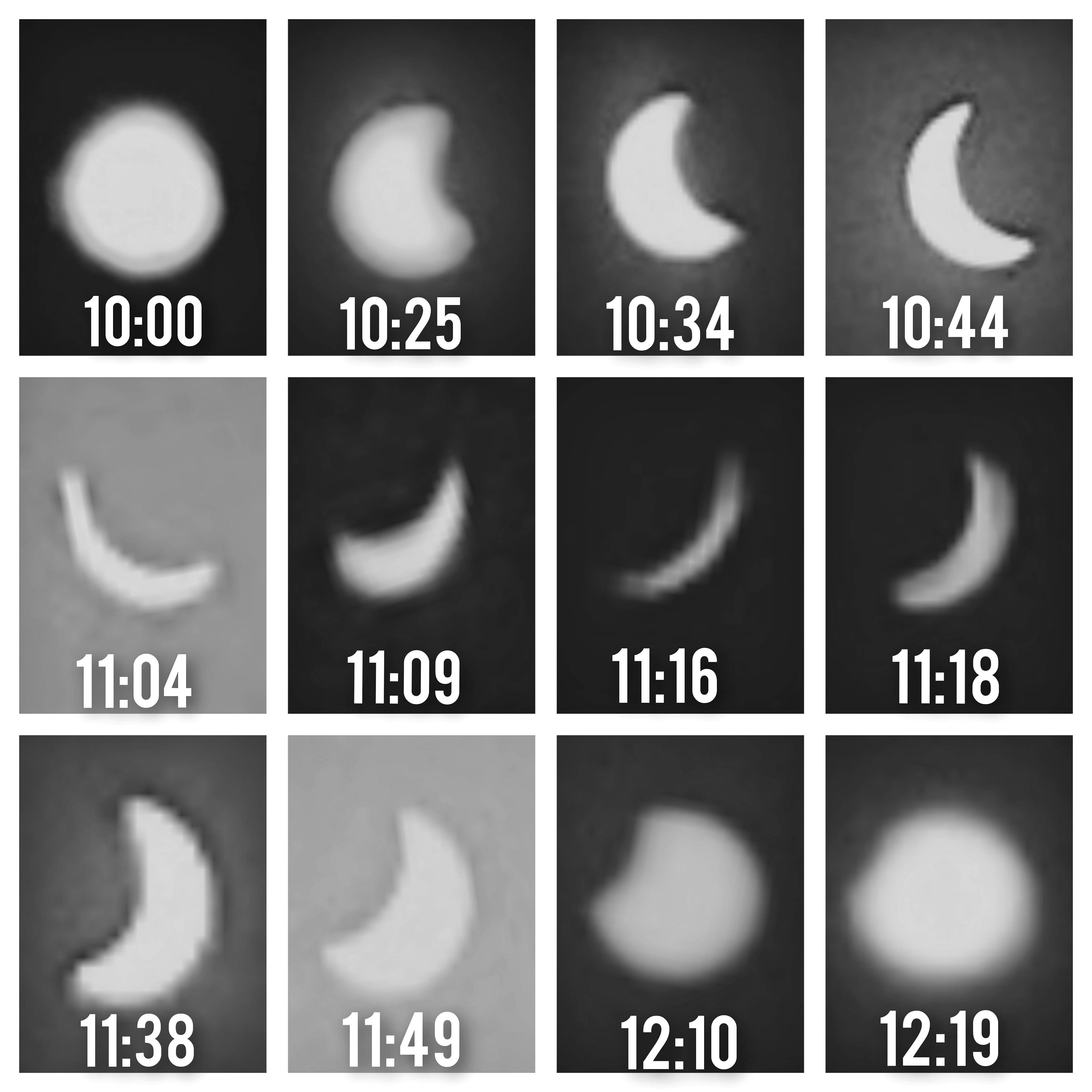
Fases del eclipse vistas desde Tepic, Nayarit

Progresión del eclipse solar parcial sobre el Monumento a Washington

## Galería

### Eclipse total

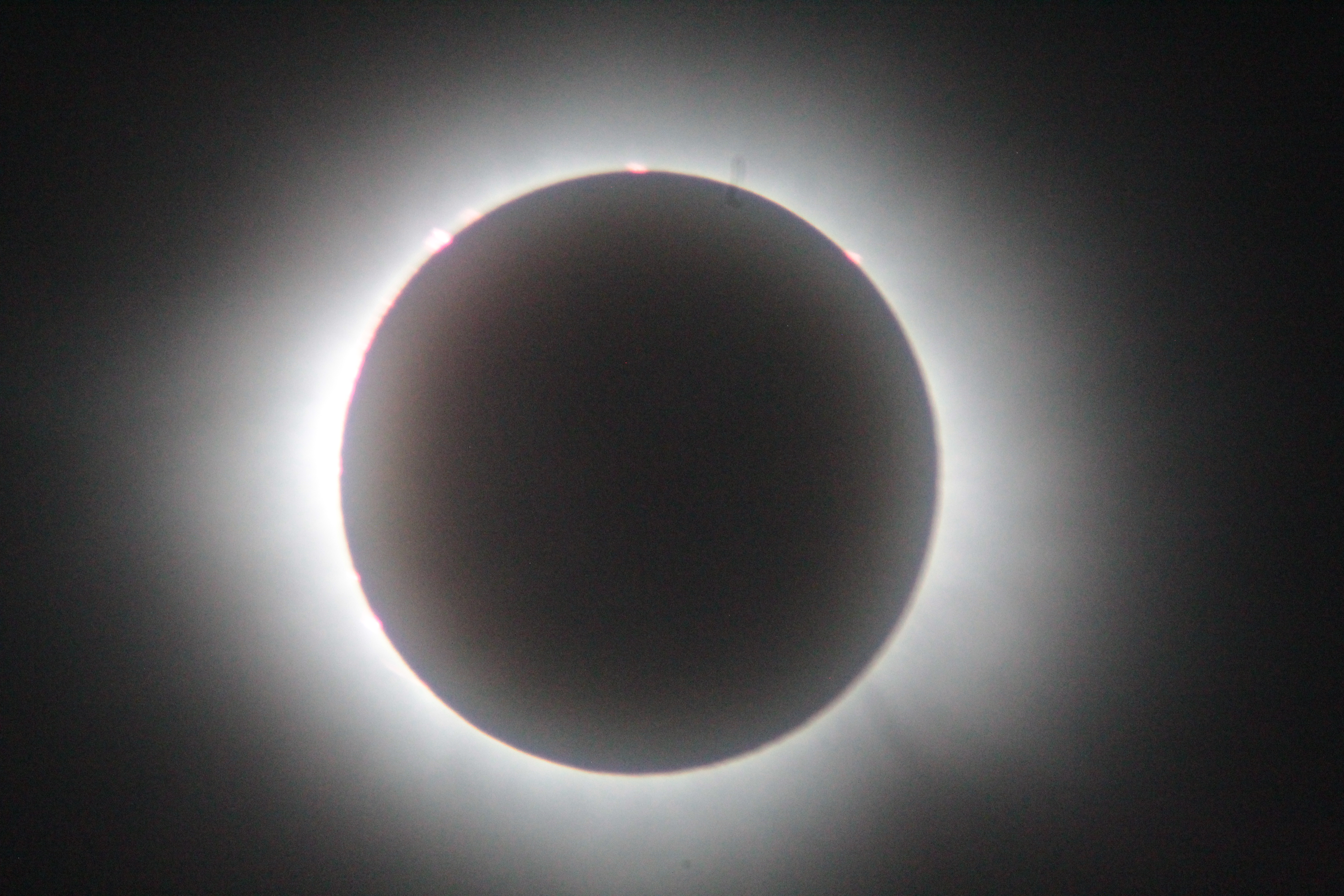
Totalidad vista desde Mazatlán, México
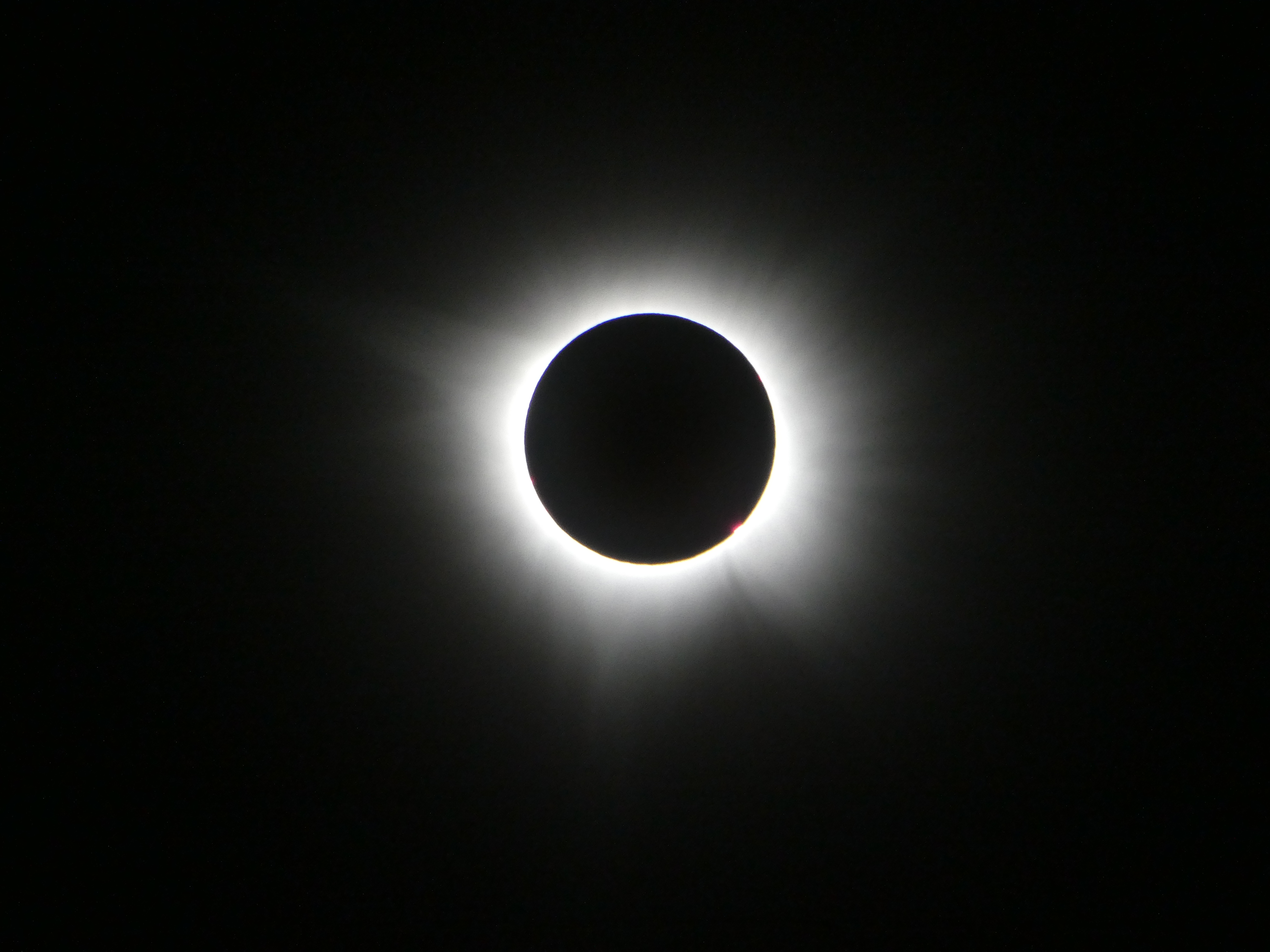
Totalidad vista desde Victoria de Durango, México
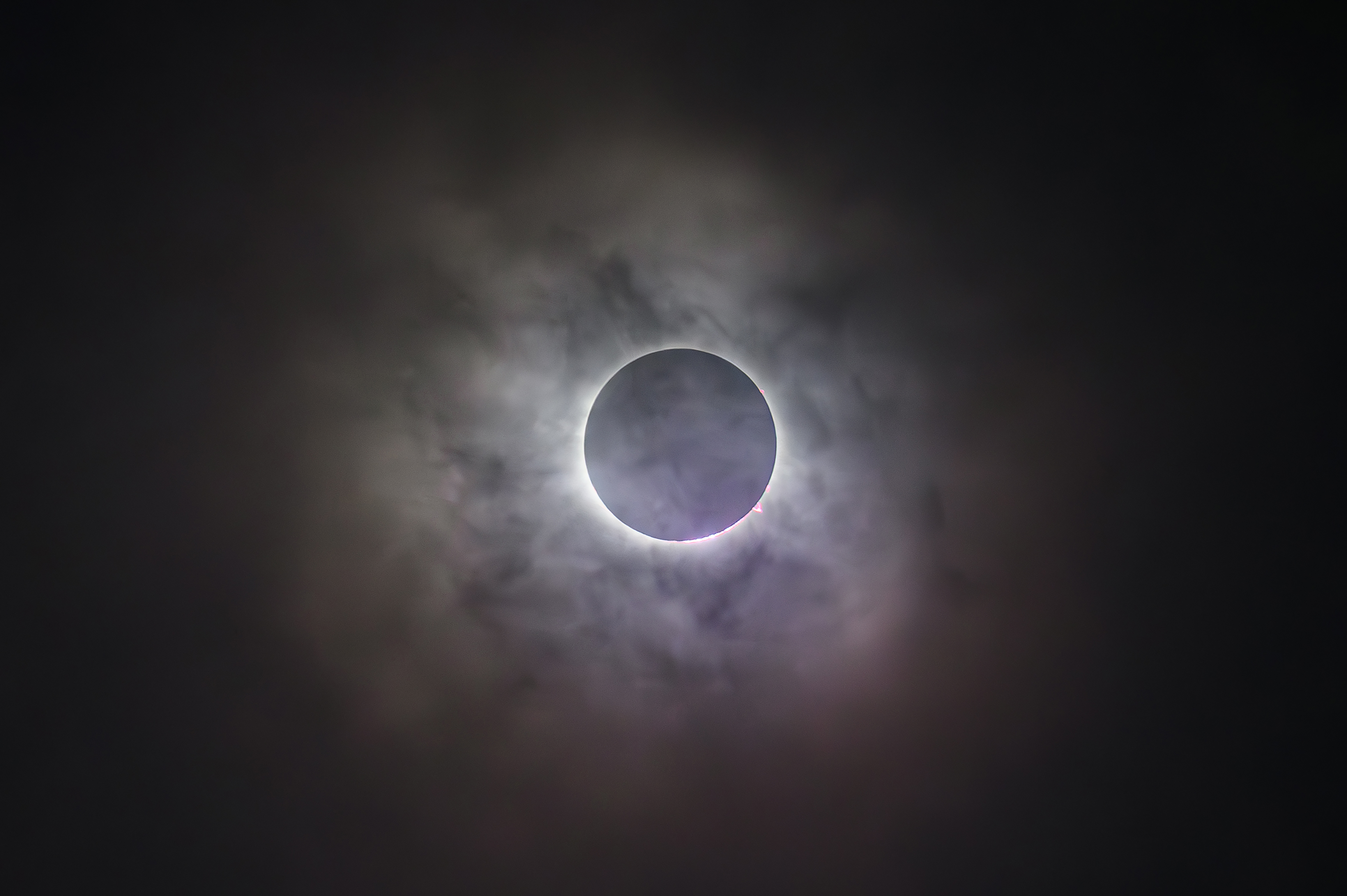
Totalidad vista desde las dunas de Bilbao, Viesca, Coahuila.
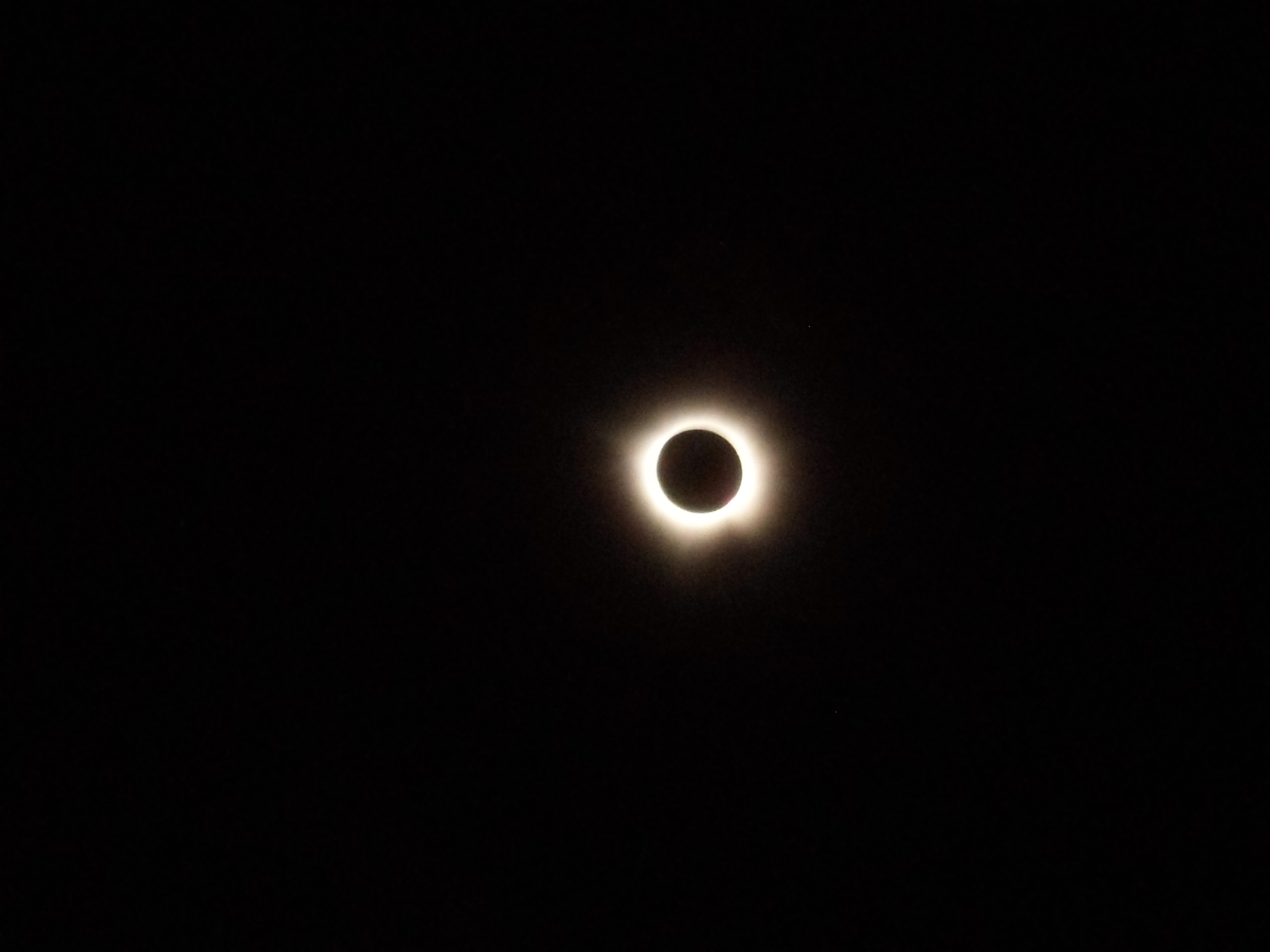
Totalidad vista desde Victoria de Durango, México
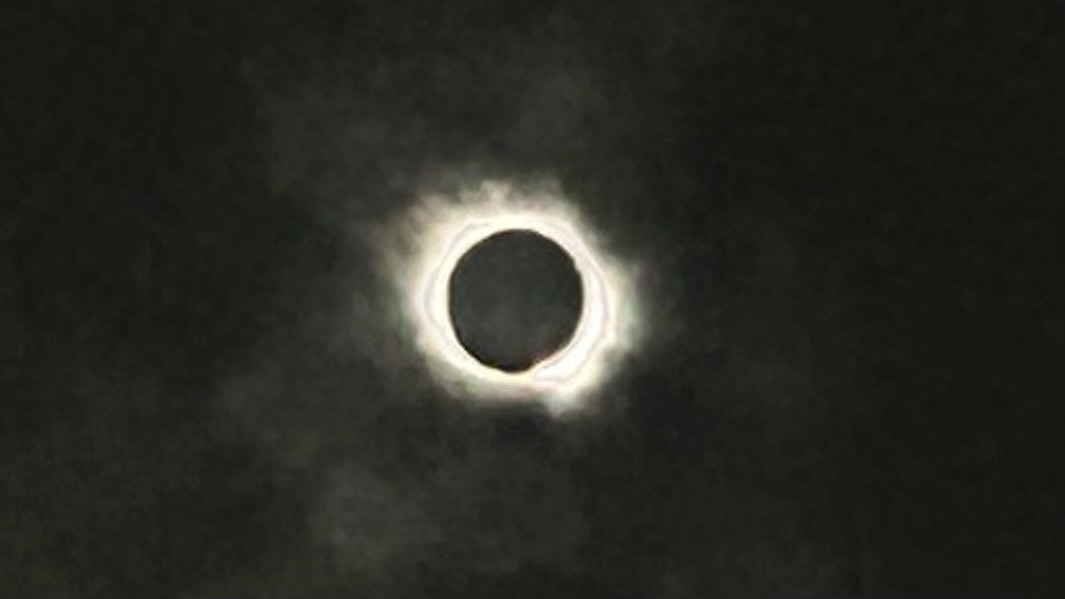
Totalidad vista desde Dallas, Texas
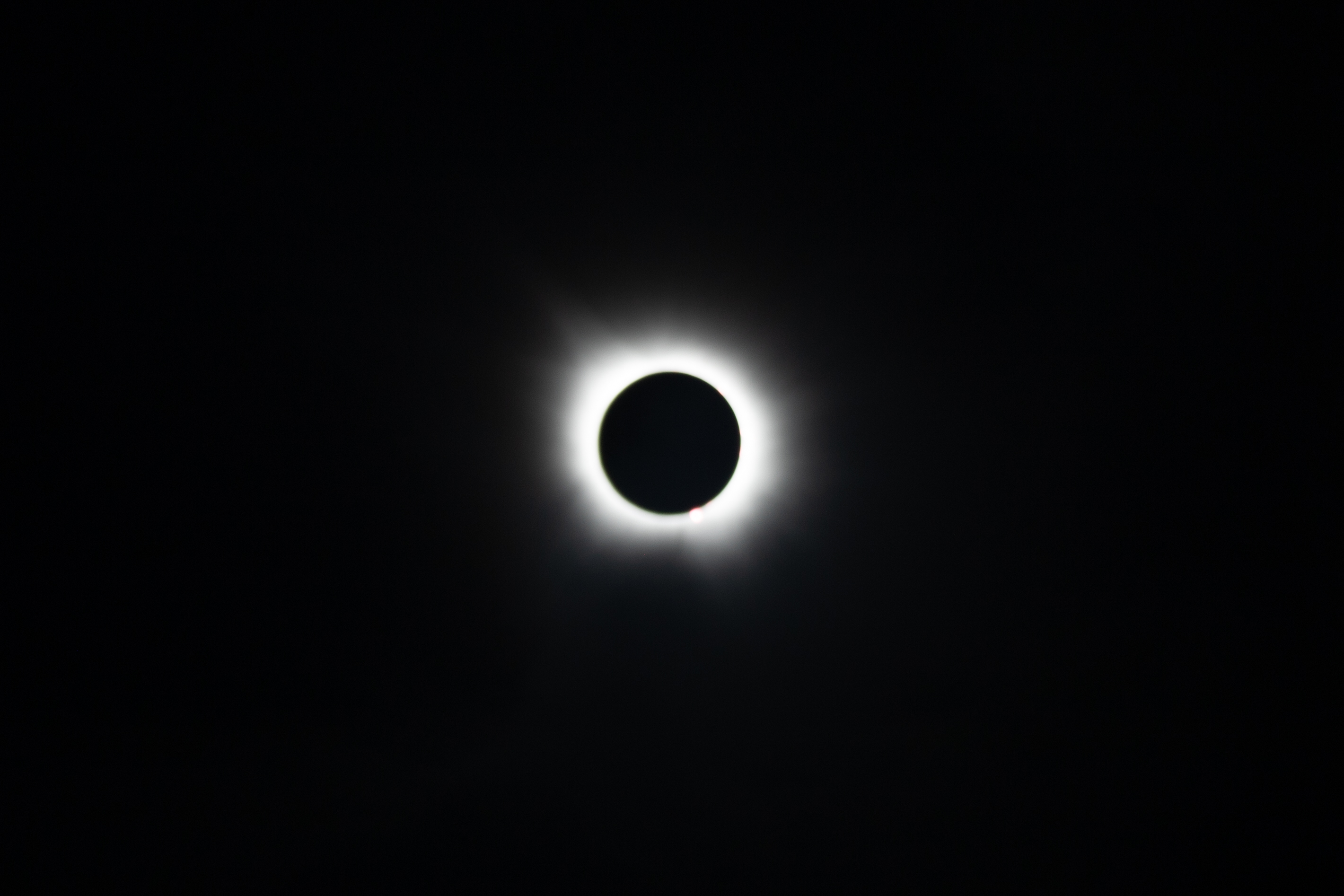
Totalidad vista desde Plano, Texas
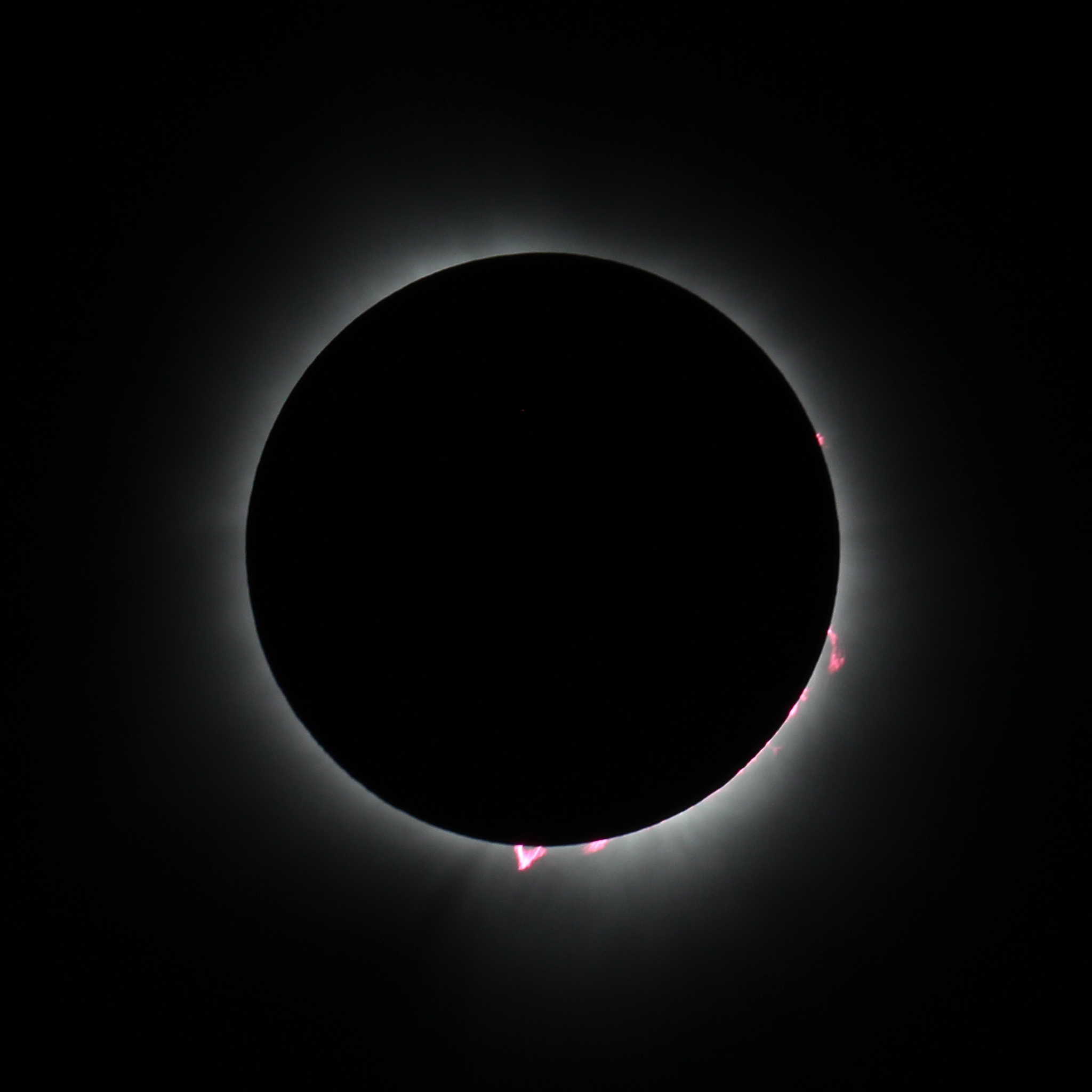
Totalidad vista desde Indianápolis, Indiana
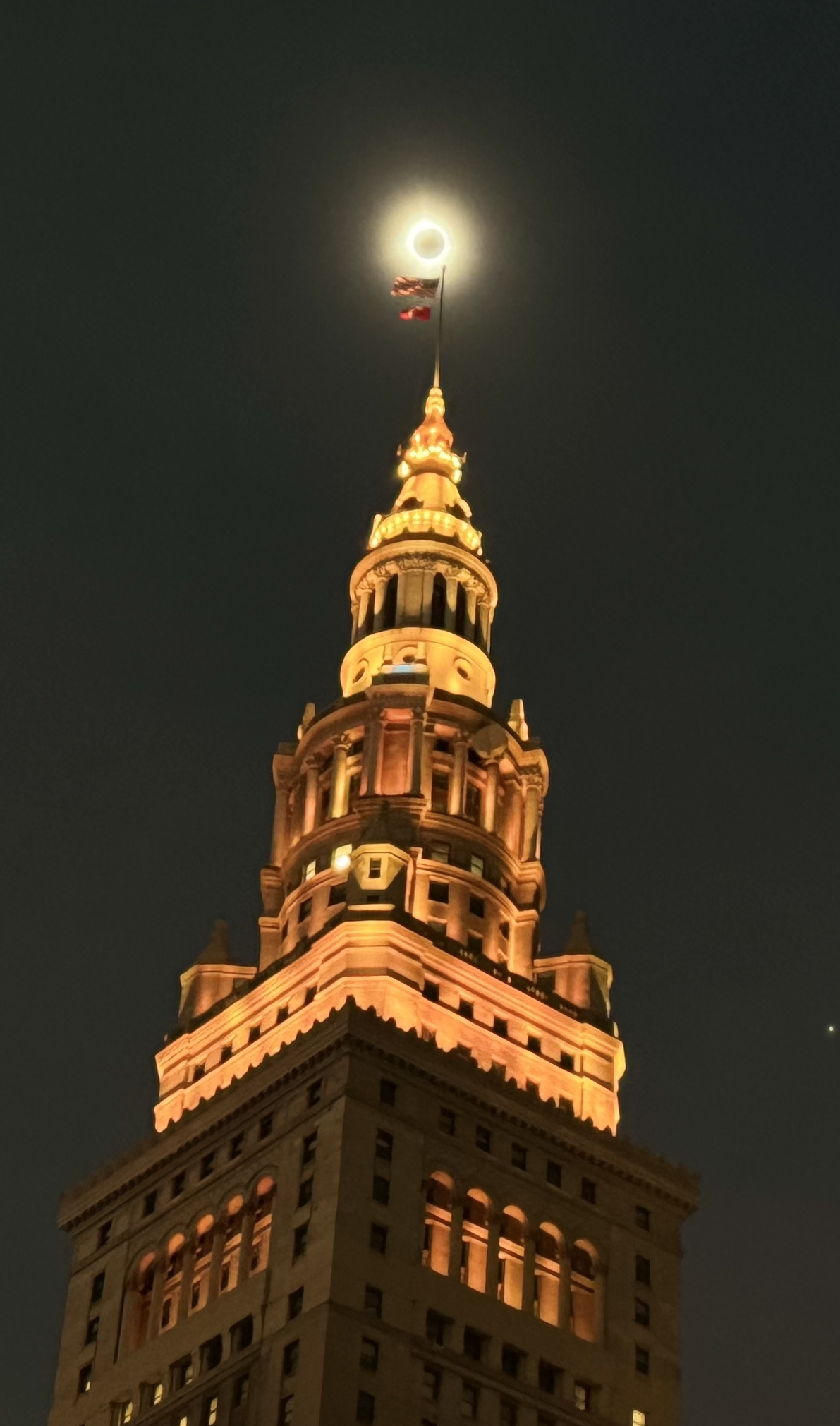
Totalidad vista desde Cleveland, Ohio
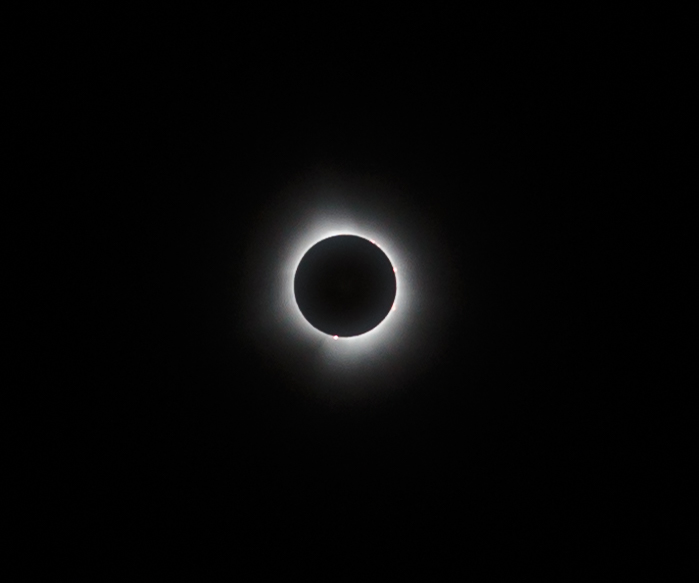
Totalidad vista desde Ontario, Canadá

### Eclipse parcial

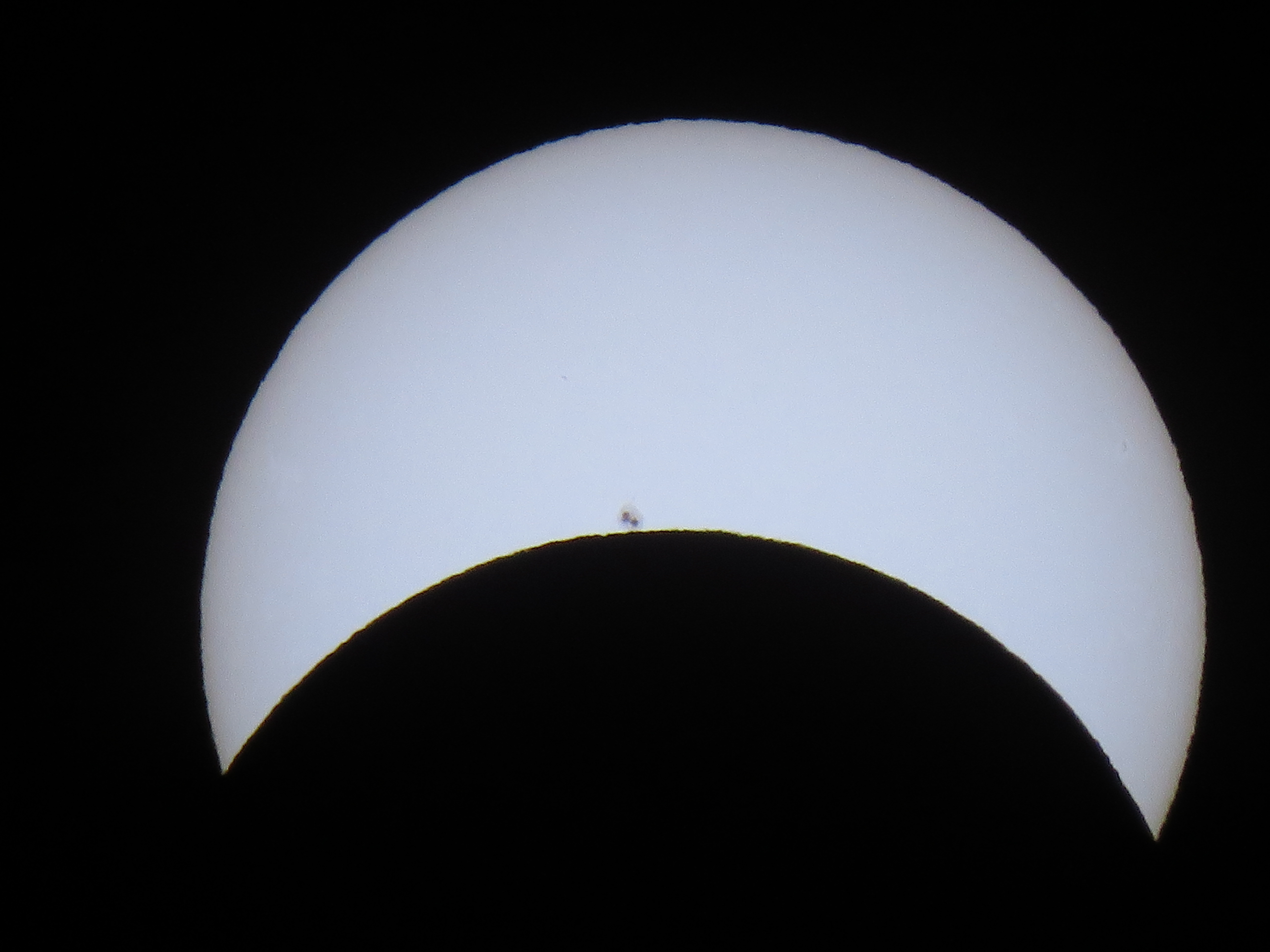
Vista parcial desde Santa Ana, California
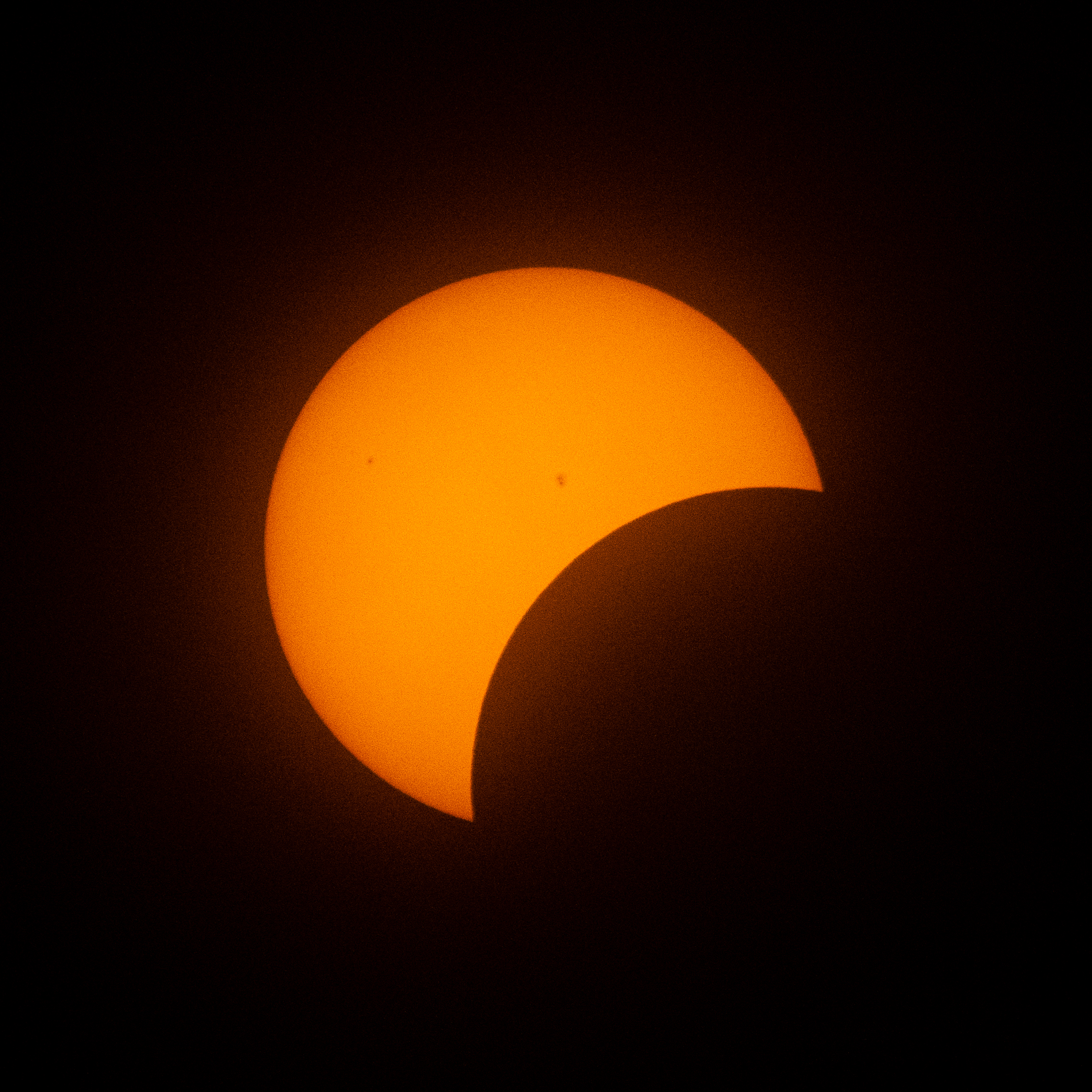
Vista parcial desde Indianápolis, Indiana
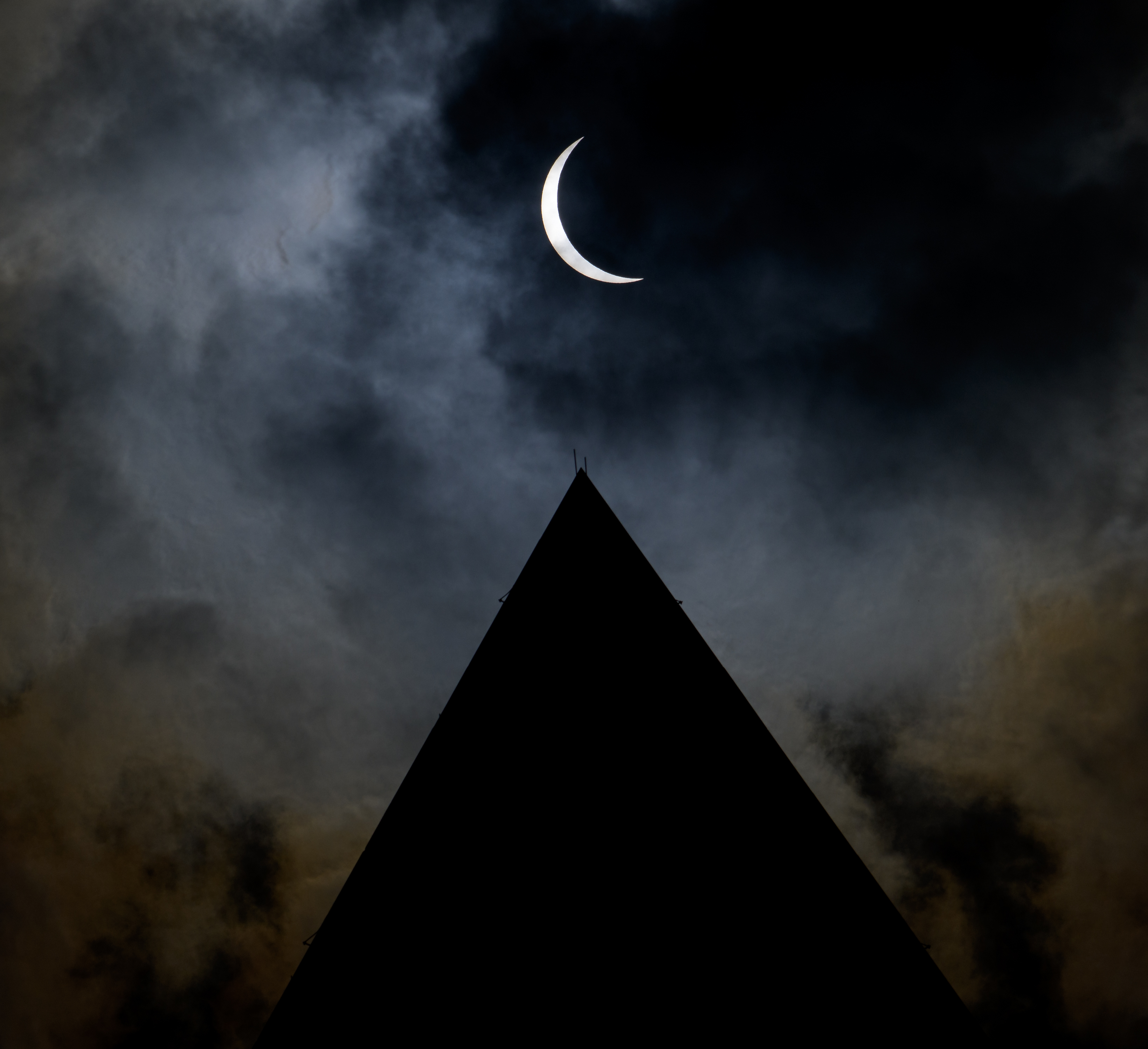
Parcial visto desde Washington D.C.
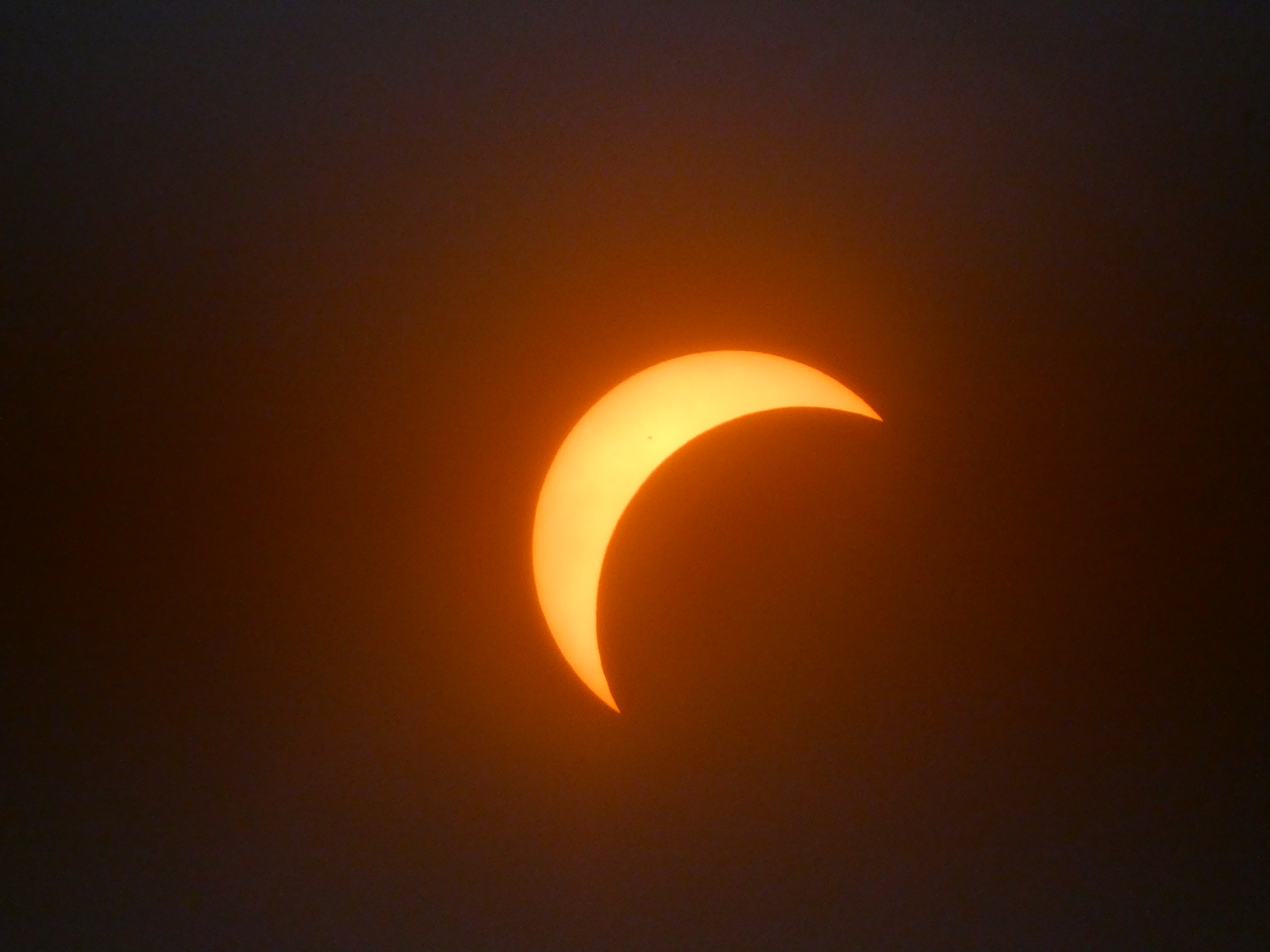
Parcial visto desde el sureste de Pensilvania

### Proyecciones

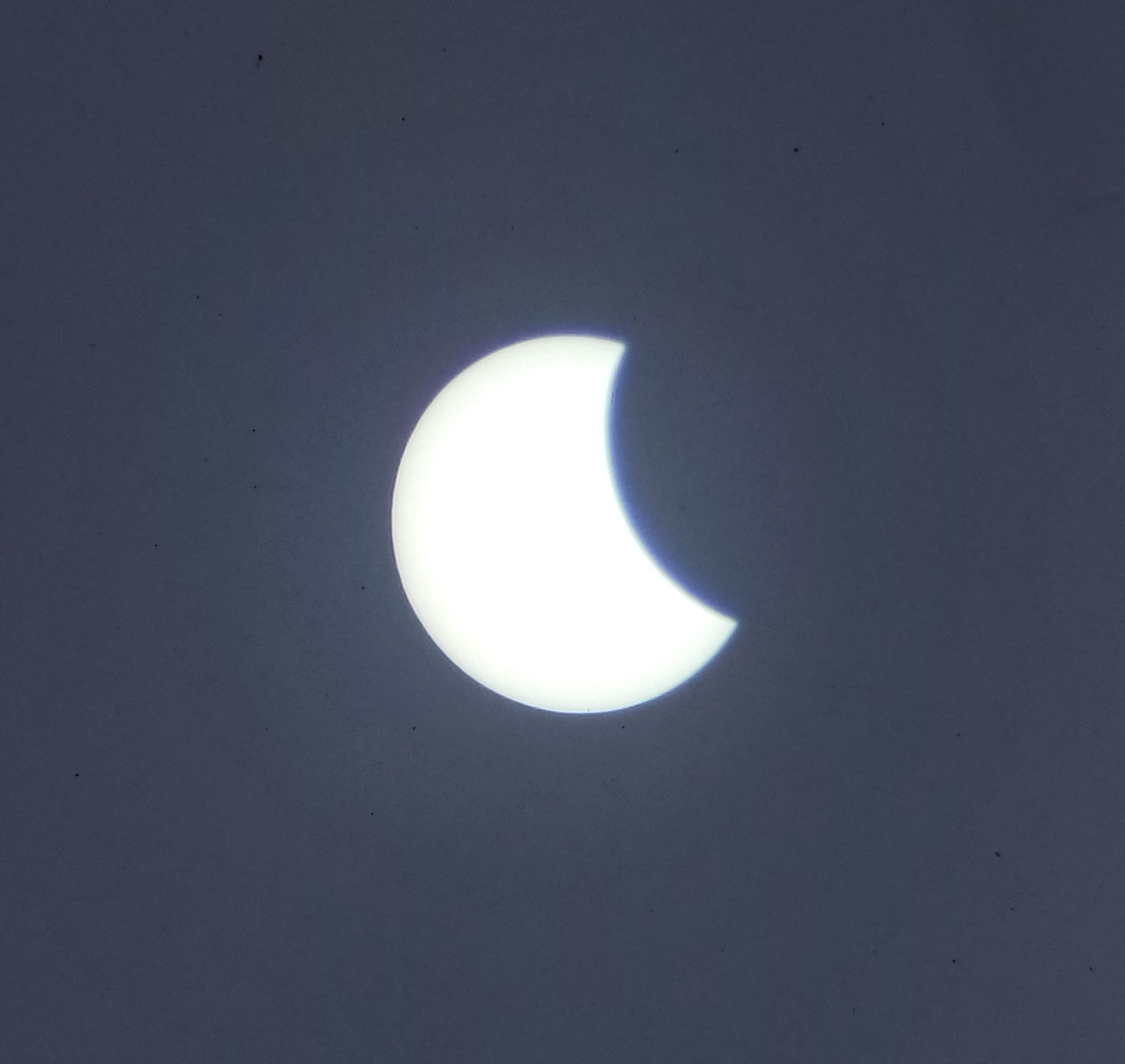
Fotografía del eclipse proyectado mediante prismáticos en Puebla, México
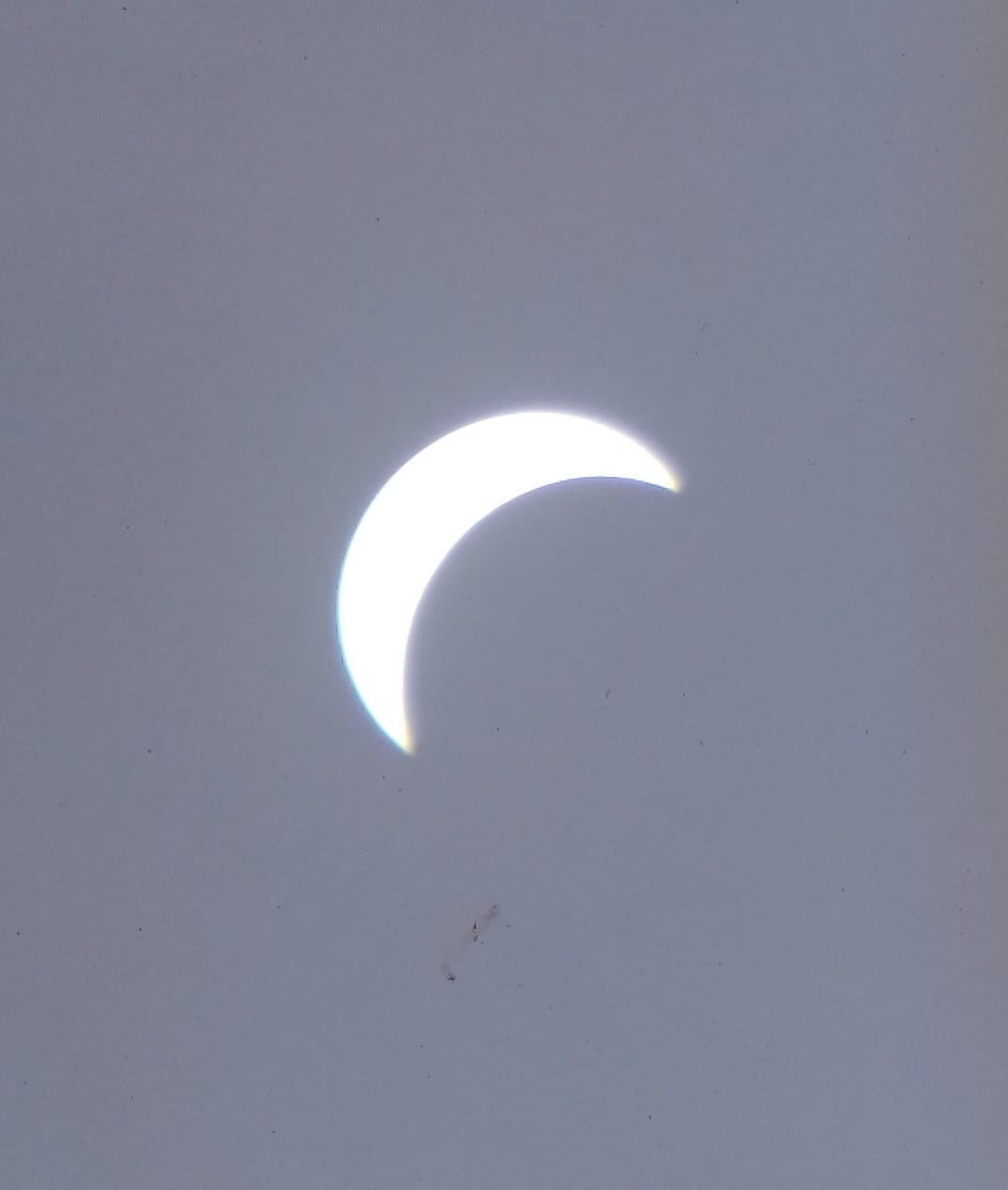
Fotografía del eclipse proyectado mediante prismáticos en Puebla, México
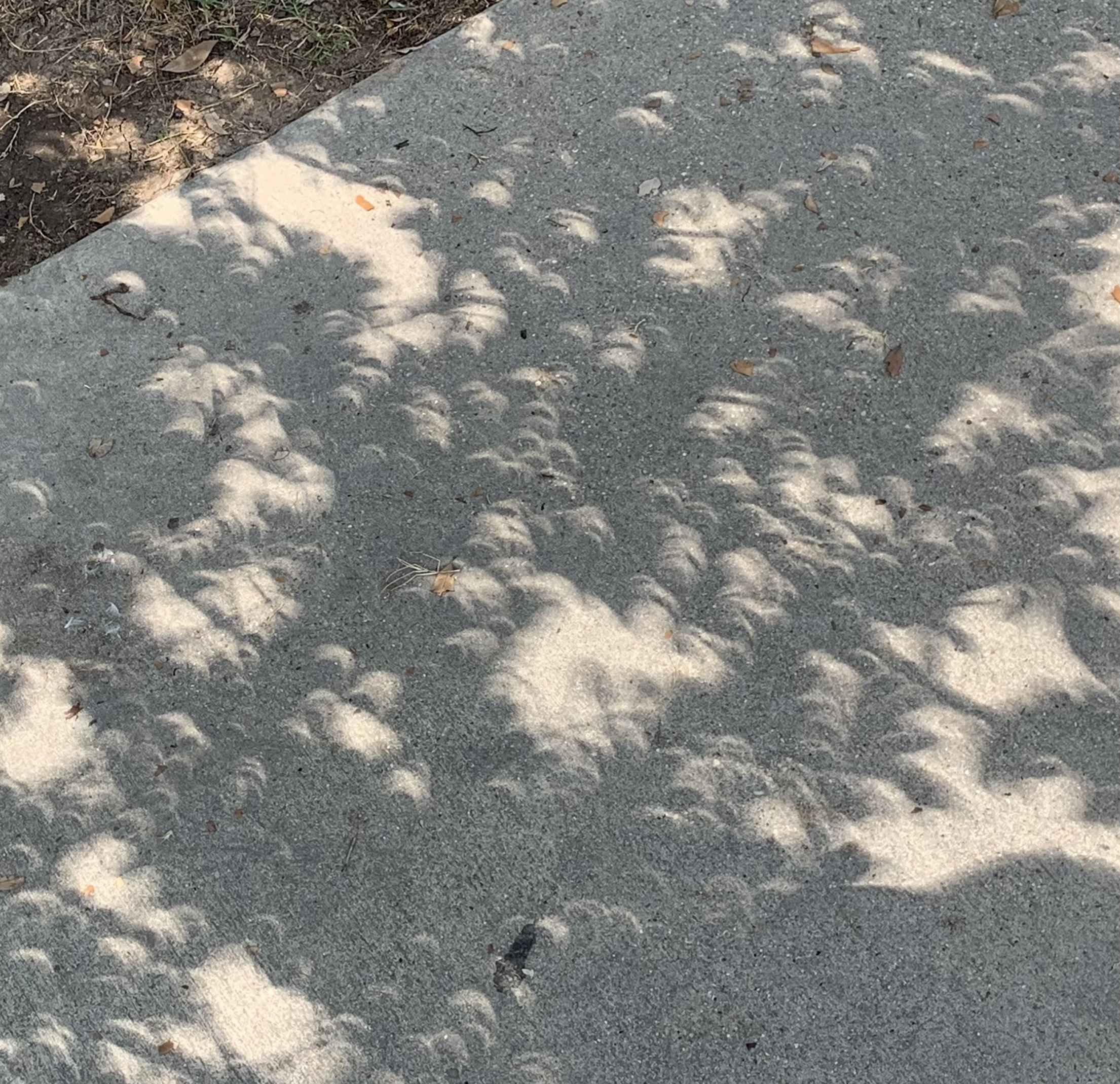
Proyección a traves de hojas en College Station, Texas
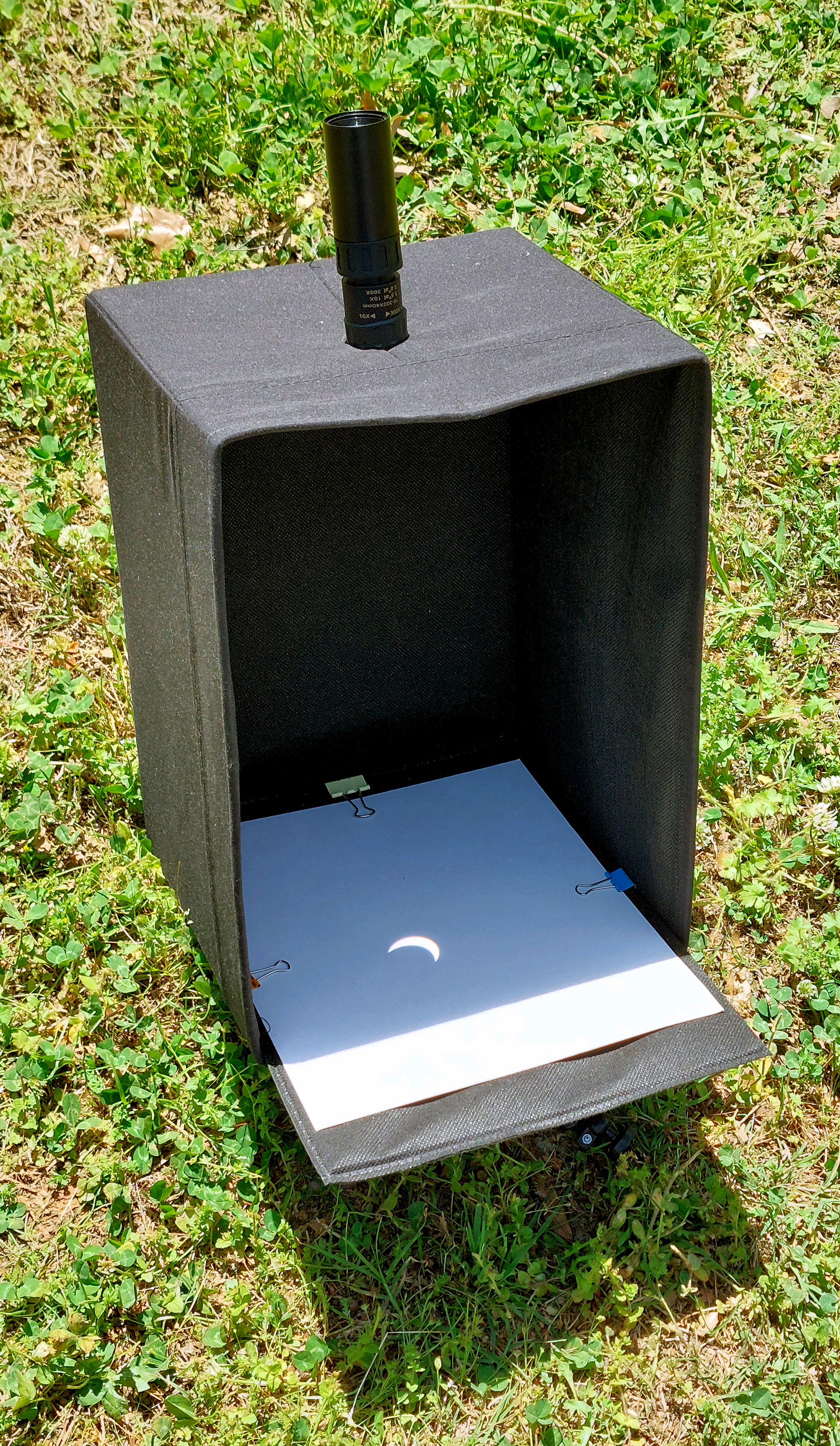
Proyección con cámara oscura en Danville, Arkansas